# Cameron Kennedy
Cameron Kennedy (ur. 6 października 1993 w Pensylwanii) – amerykański aktor.
W 2008 roku Kennedy rozpoczął karierę aktorską rolą Zacha w filmie Toronto Stories. W 2010 roku zagrał rolę Rory’ego w filmie Moja niania jest wampirem, a rok później w serialu pod tym samym tytułem także w roli Rory’ego. Wystąpił również w innych filmach i serialach jak Najnowsze wydanie, Toronto Stories.

## Filmografia
Seriale
- 2011–2012: Moja niania jest wampirem, jako Rory
- 2011: Really Me!, jako student / aktor
- 2009–2010: Bakugan: Młodzi wojownicy – Nowa Vestroja, jako Baron (głos)
- 2009: Najnowsze wydanie, jako Brayden / aktor

Filmy
- 2011: Jesus Henry Christ, jako Jimmy Herman
- 2010: Moja niania jest wampirem, jako Rory
- 2008: Toronto Stories, jako Zach